# Juliusz Perkowski
Juliusz Stanisław Perkowski (zm. 21 stycznia 2022) – polski chemik, prof. dr hab.

## Życiorys
W 1974 ukończył chemię na Uniwersytecie im. Adama Mickiewicza. W 1991 obronił pracę doktorską Naturalne występownie w ziarnie zbóż metabolitów fuzaryjnych i ich tworzenie przez grzyby chorobotwórcze, 9 czerwca 1999 habilitował się na podstawie pracy zatytułowanej Badanie zawartości toksyn fuzaryjnych w ziarnie zbóż. 19 kwietnia 2007  nadano mu tytuł profesora w zakresie nauk rolniczych.
Został zatrudniony na stanowisku profesora nadzwyczajnego w Katedrze Chemii na Wydziale Technologii Drewna Uniwersytetu Przyrodniczego w Poznaniu.
Zmarł 21 stycznia 2022 i został pochowany na cmentarzu junikowskim w Poznaniu.